# PORTAL HEART
『PORTAL HEART』（ポータル・ハート）は、LAMP IN TERRENのインディーズ1枚目のミニアルバム。2014年6月25日にJACKMAN RECORDSから発売された。

## 解説
LAMP IN TERREN初の全国流通盤。インディーズレーベルからリリースされた作品は今作のみ。
アルバムタイトルの『PORTAL HEART』には「始まりの星」「始まりの街」という意味が込められている。
アマチュアアーティストコンテスト「RO69JACK 13/14」で優勝を勝ち取るきっかけとなった楽曲「ランデヴー」を含めた全5曲が収録され、ジャケットのイラストは松本大（Vo, G）が描いたものが採用されている。

## 収録曲
全楽曲作詞・作曲∶松本大
1. portrait [3:59]
2. ランデヴー [4:38]
3. Sleep Heroism [3:43]
4. 雨中のきらめき [4:23]
5. メトロポリス [3:06]